# Нанси Фишер
Нанси Фишер (на английски: Nancy Fisher) е американска журналистка и писателка на произведения в жанра медицински трилър и научна фантастика.

## Биография и творчество
Нанси Фишер е родена в САЩ. След дипломирането си работи като творчески директор в рекламни агенции в Ню Йорк и Лондон. Получава награди като създател и режисьор на телевизионни програми и видеоклипове.
Първият ѝ роман „Витални части“ е издаден през 1993 г. и е медицински трилър свързан с идеята за намиране на лекарство за безсмъртие чрез клониране на хора в таен център и предназначено за за супербогати пациенти.
Романът ѝ „Странични ефекти“ от 1994 г. е история за откриването на ново лекарство от екваториалните гори на Амазонка, безскрупулната корпорация, която го произвежда, и борбата на лекарка и антрополог за разкриването на истината.
В романа „Специално лечение“ от 1996 г. се разглежда темата за незаконното подобряване на физическата форма на спортистите извън настоящата професионална спортна медицина.
Романите ѝ „Код „Червено“ от 1998 г- и „Код Синьо“ от 2000 г. разглеждат под различен ъгъл темите за пандемията от смъртоносен филовирус, подобен на ебола, и разширяване на границите на криониката за запазване на човешки органи.
Авторката е член на Гилдията на авторите.

## Произведения

### Самостоятелни романи
- Vital Parts (1993)[1][2][3]
- Side Effects (1994)
Странични ефекти, изд. „Гарант 21“ (1997), прев. Веселин Лаптев
- Special Treatment (1996)
Специално лечение, изд.: „Унискорп“, София (2006), прев. Тинко Трифонов
- Code Red (1998)
Код „Червено“, изд.: ИК „Бард“, София (1999), прев. Здравка Евтимова
- Code Blue (2000)
Код Синьо, изд.: „Унискорп“, София (2006), прев. Тинко Трифонов